# 箕浦之戰
箕浦之戰是元龜2年（1571年）織田氏與淺井氏在近江國鎌刃城週邊爆發的戰爭。結果織田軍以寡擊眾攻破淺井軍。

## 背景
織田信長跟淺井長政在元龜元年（1570年）的金崎之戰後正式交惡，淺井家為防備織田家的來襲，新建長比、苅安兩處城砦並交給堀秀村跟樋口直房鎮守，但在織田家臣竹中重治的勸誘下，樋口直房接受其策反，並說動堀秀村一同改投織田家。
儘管織田信長跟淺井長政在同年的志賀之陣後經由將軍足利義昭仲介暫時和談，但織田信長旋即在元龜2年（1571年）2月派遣丹羽長秀拿下淺井家的佐和山城，城將磯野員昌投降織田家。淺井長政為反撲織田家，遂在當年5月命令家臣淺井井規出兵攻打叛將堀秀村的居城鎌刃城。

## 戰況
為攻打鎌刃城，淺井長政與近江國的一向一揆合流，透過本願寺顯如出面，聚集了2萬3700人出陣，淺井長政以家臣淺井井規作為先鋒，率領野村直隆、中島直賴出兵攻打，淺井井規統領5千人在5月6日率先逼近鎌刃城，並在城池週邊放火，城主堀秀村為防備敵軍也用洋槍、弓矢反擊。
淺井軍也派出淺井政澄、赤尾清冬率1千人攻打橫山城，而人在岐阜城的木下藤吉郎出兵回援，在淺井軍攻至二丸時跟駐守城中的竹中重治裡應外合擊破了淺井軍。
橫山城的木下藤吉郎在當日便接獲戰報，木下藤吉郎率領1百人出陣，經由山間的密道來到箕浦跟鎌刃城的堀秀村、樋口直房會合，兵力達到5.6百人跟淺井軍對峙（也有木下藤吉郎率領5百人救援的說法）。木下藤吉郎在山邊招集百姓用紙旗偽裝兵力眾多，然後集中精兵攻擊一向一揆中的福田寺，並將之擊敗，隨後淺井井規領兵來戰，鎌刃城中的堀秀村、樋口直房也出兵跟木下藤吉郎前後夾擊。
混戰中，樋口直房配下的多羅尾相模守討死，其家臣土川平左衛門也衝入敵陣戰死殉主，木下藤吉郎在苦戰中討取敵軍數十人後終於擊潰淺井軍，淺井軍與一揆全面敗退，淺井長政收攏敗兵後無奈撤回小谷城，有說淺井軍陣亡150人的說法，也有說淺井軍陣亡1千8百人，木下藤吉郎削下其耳鼻獻給織田信長，也有說淺井軍陣亡2千8百人。